# エクスバニア
『エクスバニア』（英: Exvania）は、1992年12月にナムコが発売した業務用ビデオゲーム。中世ヨーロッパを舞台に、囚われた姫を救出するため、オーブを駆使して他のライバルたちと闘う対戦型のアクションゲームである。

## ゲーム内容
『エクスバニア』は4人同時プレイが可能な対戦型の固定画面アクションゲームである。操作には4方向レバーと2ボタン（武器攻撃、オーブの設置）を使用する。
ゲームの舞台は中世ヨーロッパ、魔女エリニュスに攫われたエレクトラ姫を救出するためにプレイヤー同士が生き残りをかけて戦うというストーリーの作品である。
プレイヤーは迷路状のマップの中でオーブを操って、他のプレイヤーを倒して生き残ることが目的となる。プレイヤーの1人がラウンド内で3回勝利すると城を獲得して次のラウンドに進み、全8ラウンドをプレイし終えて最終ステージに囚われた姫を救出するとゲームクリアとなる。
本作はハドソンの『ボンバーマン』シリーズに類似したシステムを持っており、オーブは『ボンバーマン』の爆弾に相当する。プレイヤーはステージに設置された宝箱を武器で破壊して進路を開き、オーブを迷路上に設置して敵のプレイヤーを爆発に巻き込むことが求められる。壊された宝箱の中からはアイテムが出現し、獲得すると自分を強化できる。アイテムはプレイヤーの移動速度やオーブの火力強化、スペシャルフラッグなど様々な効果のものが出現する。
また、プレイヤーは武器を使って敵のプレイヤーを押し出す妨害が可能である。設置されたオーブを武器で攻撃すると叩く回数に応じて威力が強化され、数回叩くと任意のタイミングで爆発させることもできる。
本作は参加人数が4人のときは完全な対人対戦となるが、参加人数が1人から3人のときは不足している人数だけ、コンピュータが参加する。また、ゲーム開始時の参加人数に応じて残機の数が変化する仕様が盛り込まれており、多人数プレイを推奨する仕様となっている。

## 移植版
2024年4月4日にハムスターが『アーケードアーカイブス』の1作品として、PlayStation 4版とNintendo Switch版を発売している。アーケード版の移植であり、家庭用初移植となっている。

## 開発経緯
企画の杉山嘉浩と試作版のプログラムを担当した大森靖によると、1991年当時は多人数プレイが可能なゲームが家庭用や業務用問わず流行しており、ナムコ社内においてもマルチプレイヤーゲームを開発しようという機運が高まっていた。そこでアタリ社の『ガントレット』の筐体を利用した、4人対戦できる面白いゲームを自分たちで作れないかというのが開発の契機となったという。
当初は『ディグダグブラザーズ』という名称の同社の『ディグダグ』シリーズの世界観を持った対戦ゲームとして企画され、システム基板「SYSTEM II」を対象に開発されていた。そのゲーム内容は格子状のフィールドでディグダグが爆弾とポンプを使い、他のプレイヤーおよびディグダグのキャラクターである「プーカァ」や「ファイガ」を倒していくというものであった。
大森によると『ディグダグブラザーズ』には、完成版の『エクスバニア』に含まれていない複雑な仕様がかなり盛り込まれていたと述べている。その中には『ディグダグII』の島を削っていく仕様や、マップ上のモンスターが設置された爆弾を操作するギミック、プレイヤーが爆弾をポンプで膨らませて蹴飛ばす技などが含まれている。結果として、完成版と比べるとかなり難易度の高いゲームバランスに仕上がっており、「複雑でわかりにくい」「ルールを把握するのが難しい」などの指摘も開発内部からは上がっていた。
その後、基板が「NA-1」へと変更になり、杉山によるとそのNA-1基板をこれから世界展開していくにあたって『ディグダグ』のキャラクターでは日本国外の人気は得られないという指摘があったという。また、世界観が『ディグダグ』のままでは舞台設定となるものがなく、統一性に欠けるという指摘も加えられていた。そのため、『ディグダグブラザーズ』の持つ基本ルールはそのままに、よりシンプルなルールに変更した上で、日本国外の市場を意識したキャラクターや舞台設定に作り直すことが決まった。杉山はその対応に苦慮し、どういう経緯でオーブの設定が生まれたのかすら記憶にないと述べている。
また、『ディグダグブラザーズ』のプログラムを担当していた大森は『スティールガンナー2』の開発を担当するために、試作段階で本作の開発から離脱することとなった。そのため、主にハードウェア設計を担当する畑違いの部署に所属していた田中信洋が本作のプログラムを引き継いだ。
1Pプレイおよび多人数プレイ時の不足人数の穴埋めを担当するCPUキャラクターの思考部分は、社内コンペによってナムコ社内のプログラマーに募集をかけて選定されることとなった。CPUキャラクターの思考部分を担当した中村勝男はコンペが実施された理由を大きく二つ挙げている。その一つは
複数の人間が担当することでCPUキャラクターの挙動にバリエーションを持たせる目的、もう一つは本作の開発スケジュールが切迫していたためにメインプログラマーの田中に掛かる負担を減らす目的があったと述べている。最終的には募集されたCPUキャラクター同士を戦わせて、その中から勝ち上がったものを採用し、そこから初心者でも瞬殺されないようにバランス調整を加えてゲーム内に実装されたという。
本作の開発は試作段階の『ディグダグブラザーズ』の期間を含めて1991年1月ごろから1992年9月ごろまで行われた。その開発期間は約1年半以上と、1990年代当時の業務用ゲームの開発としては比較的長期間であったとされる。また、本作は1992年8月に開催された第30回AMショーに『エクスカリバー』という仮称がつけられた上で参考出展されている。
本作のロケテストの結果は杉山曰く「最悪」というものであり、社内テストでも酷評が多数存在したと述べている。ロケテストでは日本国内ではキャラクターが受け入れられず、日本国外ではルールが複雑すぎるという理由で評価が低く、結果的にはゲームを愛好するマニアのみが遊んでいる状況となっていた。しかし、本作は一度作り直しを経ていることから再度仕切り直すことも現実的に不可能であり、応急処置を加えることによって完成に至ったという。
なお杉山は、試作段階の『ディグダグブラザーズ』に対する思い入れが強く、キャラクターが『ディグダグ』の世界観のままであれば、せめてまだ日本市場においては良い反応が得られたのではないかとの感想を残している。また、『エクスバニア』が好きかどうかという質問に対しても『ディグダグブラザーズ』が好きと回答している。

## スタッフ

### 『エクスバニア』ゲーム内スタッフクレジット
- 企画：デンジャラスお杉、CAPTAIN GUN
- プログラム：バブルス君、OMORI、デビル中村、AIRTIME 西牧、SAM、TENTEN、KRD
- サウンド：すとろんぐ よしえ
- ビジュアル：KAN、マエモラリー、OTOMARU、ミタちゃん、えっちだいお、まっはっほ！

出典：『エクスバニア』ゲーム内スタッフロール

### 第471回 『アーケードアーカイバー』内で紹介された開発スタッフ
『ディグダグブラザーズ』（試作版）
- 企画、ビジュアル：杉山嘉浩
- プログラム：大森靖

『エクスバニア』
- 企画：杉山嘉浩
- プログラム（メイン）：田中信洋
- プログラム（CPUの思考担当）：中村勝男、黒田洋介、花井直人、西牧
- ビジュアル：神戸、光永、実谷、手島など
- サウンド：荒川美恵

出典：